# Antonello capobrigante calabrese (film)
Antonello capobrigante calabrese è un film per la televisione del 1964 diretto da Ottavio Spadaro, incentrato sul tema del Risorgimento.
Nel 1964 la vicenda dell'Antonello capobrigante calabrese, dramma in cinque atti di Vincenzo Padula venne trasposta in un film per la TV con la regia di Ottavio Spadaro, interpretato da Renzo Giovampietro, Aldo Giuffré, Valeria Valeri, Alberto Lupo, Nino Pavese, Enzo Donzelli, Carlo Delle Piane, Gigi Reder, Dino Peretti, Gino Lavagetto, Sante Calogero, Renato Campese, Franco Graziosi, Leonardo Severini, Loris Gizzi, Lucia Catullo, Carlo Bagno, Antonella Della Porta, Gabriella Pallotta, Luigi Pavese e Renato Lupi. Il film venne trasmesso l'8 luglio 1964.